# Đăng đàn cung

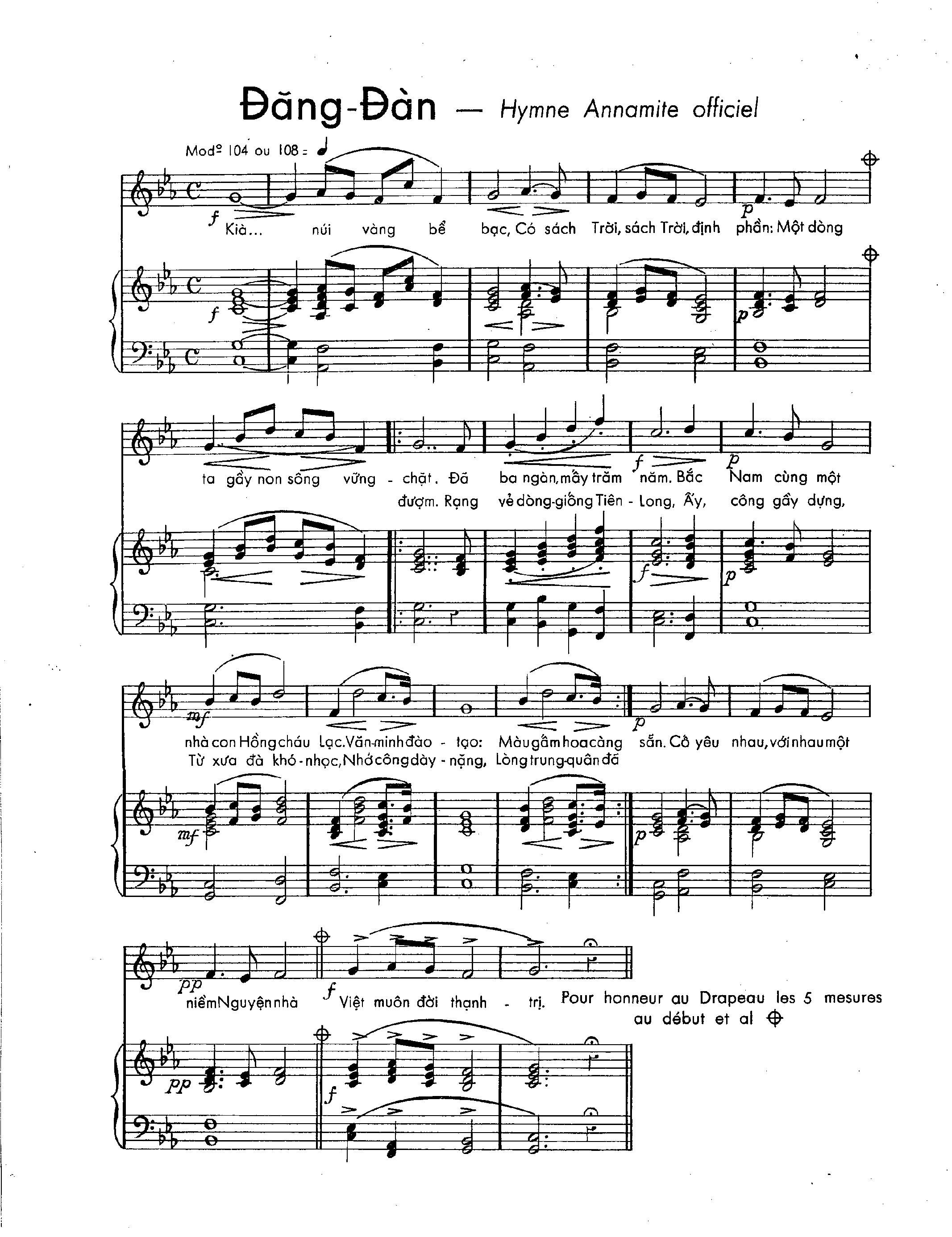
Partitions de Đăng đàn

Đăng đàn cung (lit. musique de montée d'esplanade) était l'hymne national de la Dynastie Nguyễn, et donc du Vietnam impérial. Il a été composé à la demande de l'empereur Gia Long par Jean-Baptiste Chaigneau sur la musique de la Marche militaire de Franz Liszt.

## Paroles

### original
I
Dậy dậy dậy mở mắt xem toàn châu
Đèn khai hóa rạng khắp hoàn cầu
Ngọn đưng thông thương ngàn dặm
Xe tàu điện, tàu nước,tàu bay
Ngh" khôn khéo chạy khắp phương trời
Càng ngày văn minh càng rộng tranh cạnh lợi quyền
Đất càng ngày càng rộng, dân giàu nước mạnh
Nước càng ngày càng thịnh, của có thêm người khôn.
II
Người Nam Quốc một giống Tiên Rồng
Thiệt giòng giai nhân tái tử, xưa rày gọi là nước tài ba
Ngàn năm văn hiến, nặn đúc anh hùng
Sẵn tài thông minh trí dựng, thêm nghiệp học hành
Học càng ngày càng tiến, nghề nghiệp mở rộng
Nước càng giàu càng mạnh, nòi giống thêm vẻ vang
III
Này Âu Á, gặp lúc phong trào,
Sẵn thấy gia công rèn tập, trăm nghề nghiệp đều biết đều hay
Đưng tiến hóa chạt suốt Tam Kỳ
Càng ngày non sông càng đẹp, cám ơn b tri.
Chúc Đại Pháp bình an, nước nhà thịnh trị
Chúc Nam Việt vạn tuế, trưng thọ vô cương.

### traduction littérale en français
(la traduction qui suit est automatique, il n'est pas exclu qu'il y ait des erreurs)
I
Réveillez-vous et ouvrez les yeux pour voir tout le continent    
Les lumières de la civilisation brillent partout dans le monde    
Le pin d'un millier de kilomètres d'amour    
Tramways, trains fluviaux, avions    
Ng" court intelligemment dans le ciel    
De plus en plus civilisés, en concurrence pour les avantages    
La terre devient de plus en plus grande, les gens sont riches et le pays est fort    
Le pays est de plus en plus prospère, il y a de plus en plus de sages.

II    
Les sudistes sont une race de dragon et de fée    
Vraiment, la lignée des belles personnes renaît, autrefois connue comme le pays du talent    
Des milliers d'années de civilisation, casting de héros    
Prêt à être intelligent, intellectuel, plus académique    
Étudier de plus en plus, carrière en expansion    
Plus le pays est riche, plus le pays est fort, plus la race est glorieuse

III    
Hé ! Eurasie, rencontrez le mouvement,    
Prêt à voir l'externalisation, la formation, des centaines de métiers sont tous bons    
Ne pas évoluer tout au long de Tam Ky    
La rivière est de plus en plus belle de jour en jour, merci.    
Souhaitant paix et prospérité à Dafa dans le pays    
Je souhaite au Nam Viet une longue vie et une longue vie.